# Matt Kiersted
Matthew "Matt" Kiersted, född 14 april 1998, är en amerikansk professionell ishockeyback som är kontrakterad till Florida Panthers i National Hockey League (NHL) och spelar för Charlotte Checkers i American Hockey League (AHL).
Han har tidigare spelat för North Dakota Fighting Hawks i National Collegiate Athletic Association (NCAA) och Chicago Steel i United States Hockey League (USHL).
Kiersted blev aldrig NHL-draftad.

## Statistik
| 2013–2014   | Elk River Elks               |             | 24  | 6  | 15 | 21 | 22  | 3  | 0 | 4 | 4 | 2  |
|             | Team MPLS Magazine           |             | 2   | 0  | 0  | 0  | 0   | 1  | 0 | 0 | 0 | 0  |
| 2014–2015   | Elk River Elks               |             | 25  | 8  | 28 | 36 | 31  | 3  | 1 | 4 | 5 | 2  |
|             | Team Twin Cities Orthopedics |             | 18  | 3  | 12 | 15 | 14  | —  | — | — | — | —  |
|             | U.S. National U17 Team       |             | 3   | 0  | 1  | 1  | 0   | —  | — | — | — | —  |
|             | Chicago Steel                | USHL        | 11  | 0  | 1  | 1  | 6   | —  | — | — | — | —  |
| 2015–2016   | Chicago Steel                | USHL        | 57  | 4  | 19 | 23 | 44  | —  | — | — | — | —  |
| 2016–2017   | Chicago Steel                | USHL        | 23  | 2  | 12 | 14 | 24  | —  | — | — | — | —  |
| 2017–2018   | North Dakota Fighting Hawks  | NCAA        | 29  | 4  | 4  | 8  | 10  | —  | — | — | — | —  |
| 2018–2019   | North Dakota Fighting Hawks  | NCAA        | 36  | 7  | 11 | 18 | 35  | —  | — | — | — | —  |
| 2019–2020   | North Dakota Fighting Hawks  | NCAA        | 33  | 6  | 23 | 29 | 50  | —  | — | — | — | —  |
| 2020–2021   | Florida Panthers             | NHL         | 7   | 0  | 0  | 0  | 2   | —  | — | — | — | —  |
|             | North Dakota Fighting Hawks  | NCAA        | 29  | 3  | 19 | 22 | 28  | —  | — | — | — | —  |
| 2021–2022   | Florida Panthers             | NHL         | 10  | 1  | 1  | 2  | 2   | —  | — | — | — | —  |
|             | Charlotte Checkers           | AHL         | 63  | 5  | 15 | 20 | 64  | 7  | 1 | 0 | 1 | 4  |
| 2022–2023   | Florida Panthers             | NHL         | 20  | 1  | 3  | 4  | 6   | —  | — | — | — | —  |
|             | Charlotte Checkers           | AHL         | 49  | 6  | 15 | 21 | 44  | 7  | 0 | 3 | 3 | 16 |
| NHL totalt  | NHL totalt                   | NHL totalt  | 37  | 2  | 4  | 6  | 10  | —  | — | — | — | —  |
| AHL totalt  | AHL totalt                   | AHL totalt  | 112 | 11 | 30 | 41 | 108 | 14 | 1 | 3 | 4 | 20 |
| NCAA totalt | NCAA totalt                  | NCAA totalt | 127 | 20 | 57 | 77 | 123 | —  | — | — | — | —  |
| USHL totalt | USHL totalt                  | USHL totalt | 91  | 6  | 32 | 38 | 74  | —  | — | — | — | —  |